# Чаплыгин, Пётр Иванович
Чаплыгин Пётр Иванович (2 июля 1940, Ставропольский край — 10 сентября 2022, Волгоград) — советский и российский художник, график и скульптор. Народный художник Российской Федерации (2001).

## Биография
Родился 2 июля 1940 года в Ставропольском крае. Учился в Московском государственном высшем художественно-промышленном училище, бывшее Строгановское (1963-68).
В 1970—2005 годах постоянный участник республиканских, всесоюзных и международных выставок.
С 1974 года — член Союза художников России.
С 1985 года проходили персональные выставки (Волгоград, Москва, Звёздный городок, Берлин, Словения, Финляндия).
В 1992 году присвоено звание заслуженный художник РСФСР, в 2001 году Народный художник России.
Скончался 10 сентября 2022 года.